# Bomarea coccinea
Bomarea coccinea är en alströmeriaväxtart som först beskrevs av Hipólito Ruiz López och Pav., och fick sitt nu gällande namn av John Gilbert Baker. Bomarea coccinea ingår i släktet Bomarea och familjen alströmeriaväxter.
Artens utbredningsområde är Peru. Inga underarter finns listade i Catalogue of Life.